# Jean-Charles Harvey
Pour les articles homonymes, voir Harvey.
Jean-Charles Harvey, né le 10 novembre 1891 à La Malbaie au Québec et mort le 3 janvier 1967 à Montréal, est un journaliste, rédacteur en chef, romancier et essayiste québécois. Il collabore à plusieurs périodiques dont Le Soleil, Le Petit Journal, Le Jour (qu'il crée en 1937 et pour lequel il est rédacteur en chef jusqu'en 1946). Il collabore également à des émissions radiophoniques et télévisées pour Radio-Canada.
En avril 1934, il devient notoire à la suite du scandale lié à la publication de son roman Les Demi-civilisés, qui lui vaut d'être condamné par le clergé, et tout particulièrement par le cardinal Villeneuve.

## Biographie
Après avoir complété son cours classique au séminaire de Chicoutimi et son scolasticat chez les jésuites, il se rend à Montréal pour y suivre quelques cours de droit avant d'amorcer une carrière de journaliste. En 1915, il devient reporter au journal La Patrie.
En 1918, il déménage à Montmagny et travaille comme rédacteur publicitaire pour La Machine agricole nationale qui fera faillite en 1921. En 1922, Harvey devient journaliste au journal Le Soleil de Québec. C'est également en 1922 qu'il publie Marcel Faure, son premier roman. Il est promu rédacteur en chef du Soleil en 1927 et reçoit la médaille d'officier de l'Académie française en 1928. En 1929, il publie le recueil de contes L'Homme qui va… pour lequel il obtient le prix David.
À la suite de la parution de son roman Les Demi-civilisés, visé par la censure, on l'oblige à se rétracter, mais il perd toutefois son emploi au Soleil, le 30 avril 1934. Il devient alors directeur du Bureau des statistiques du gouvernement du Québec. Congédié en 1937 par le premier ministre Maurice Duplessis, il part s'établir à Montréal pour y fonder l'hebdomadaire Le Jour avec l’aide de capitaux anglophones[réf. nécessaire]. Le premier numéro paraît le 15 septembre.

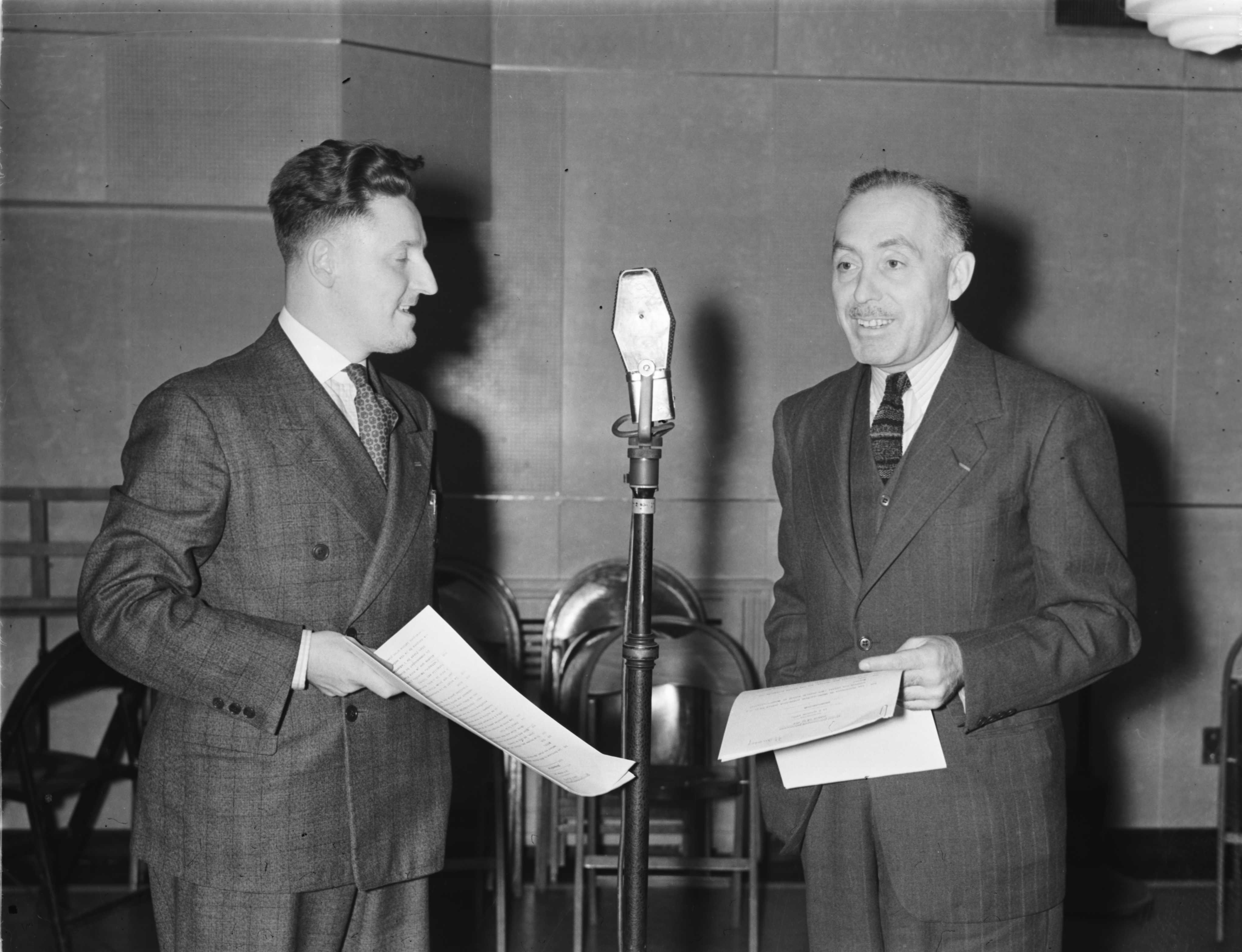
Les écrivains Ernest Pallascio-Morin et Jean-Charles Harvey
en ondes à CKAC, le 2 octobre 1939

Le Jour « dénonce la pauvreté intellectuelle canadienne-française et s'en prend tout particulièrement au système d'éducation, que Harvey juge arriéré ». Il s'en prend également au nationalisme, au fascisme et à l'antisémitisme de certains de ses contemporains. Il s'oppose à Adrien Arcand et au chanoine Lionel Groulx. Alors que la guerre civile espagnole fait rage, Le Jour prend parti pour les républicains contre les nationalistes dirigés par Franco, bien qu'une large frange de l'intelligentsia canadienne-française soit favorable au caudillo. Le même scénario se répète pendant la Seconde Guerre mondiale. Alors que Le Jour est l'un des rares journaux à critiquer durement la France du maréchal Pétain et à se ranger du côté du général de Gaulle, alors que plusieurs membres de l'élite québécoise sont ouvertement pétainistes. Les opinions tranchées et le style abrasif de Jean-Charles Harvey lui valent des critiques. Par contre, Henri Laugier, organisateur pendant l'occupation de la France, avec Louis Rapkine et la Fondation Rockefeller, d'expatriation de scientifiques français vers les États-Unis et le Royaume-Uni, qualifie ce journal de Jean-Charles Harvey de « premier organe en Amérique de la Résistance française et de la défense de la liberté ».
Il crée un scandale en 1940 en affirmant dans Le Jour qu'Adolf Hitler était en faveur du mouvement séparatiste québécois, mais des recherches ultérieures démontrent cependant que cette affirmation est une invention destinée à discréditer Adrien Arcand et ses partisans[réf. nécessaire]. 
En mai 1945, Harvey prononce la conférence La Peur, qui sera publiée la même année chez l'éditeur Feuilles démocratiques. Ce texte, réédité en 2000 aux éditions du Boréal, propose une explication des causes de la peur du peuple canadien-français à s'affirmer en raison de l'influence du clergé.
Après huit années et demi d'existence, Le Jour ferme ses portes en juin 1946. Harvey travaille ensuite au Service international de Radio-Canada et à la station de radio CKAC avant de devenir directeur des publications du Petit journal et de Photo Journal. Il meurt à Montréal le 3 janvier 1967.
Dans un article de Jules Béliveau paru dans La Presse le 12 avril 1985, le grand maître JZ Léon Patenaude affirme que Harvey était franc-maçon.

## Prix et distinctions
- Prix David 1929 pour L'homme qui va...

## Œuvre

### Romans
- Marcel Faure, Montmagny, Imprimerie de Montmagny, 1922
- Les Demi-civilisés, Québec, Éditions du Totem, 1934 ; réédition, Montréal, L'Actuelle, 1970 ; réédition, Montréal, Éditions Typo no 74, 1993 [réimpressions 2002 et 2016] ; réédition, Montréal, Boréal, coll. « Boréal compact » no 234, 2017 ; édition critique, Montréal, Presses de l'Université de Montréal, 1988.
- Les Paradis de sable, Montréal, Éditions d'Orphée, 1953
- La Fille du silence, Montréal, Éditions d'Orphée, 1958

### Recueil de nouvelles
- L'Homme qui va..., Québec, Compagnie d'Imprimerie du Soleil, 1929 ; réédition, Montréal, Éditions de l'Homme, 1967
- Sébastien Pierre[8], Levis, Les Éditions du Quotidien, 1935 ; réédition, Montréal, Stanké, coll. « Québec 10/10 » no 78, 1985

### Essais
- Pages de critique sur quelques aspects de la littérature française au Canada, Québec, Compagnie d'imprimerie du Soleil, 1926
- Art et Combat, Montréal, Éditions ACF, 1937
- Les grenouilles demandent un roi, Montréal, éditions du Jour, 1943
- La Peur, dans Feuilles démocratiques, vol. 1 no 1, 1945 ; réédition en volume, Montréal, Éditions Boréal, coll. « Boréal compact » no 116, 2000
- L'Épidémie des grèves, Montréal, 1946 ; réédition, 1967
- L'U.R.S.S., paradis des dupes, Québec, 1947
- Les Armes du mensonge, Québec, 1947
- Le Refuge sentimental, Montréal, Éditions Beauchemin, coll. « Cœurs », 1959
- Pourquoi je suis antiséparatiste, Montréal, éditions de l'Homme, 1962

### Autres publications
- La Chasse aux millions, Québec, Crédit industriel limité, 1920
- Québec la doulce province, 1925, Montréal, Chemin de fer national du Canada
- Visages du Québec, Montréal, Le Cercle du livre de France, 1964
- Des bois... des champs... des bêtes, Montréal, Éditions de l'Homme, 1965

### Études sur Jean-Charles Harvey
- Marcel-Aimé Gagnon, Jean-Charles Harvey, précurseur de la Révolution tranquille, Montréal, Éditions Beauchemin, 1970
- Yves Lavertu, Jean-Charles Harvey : le combattant, Montréal, Éditions Alain Stanké, 1999 ; réédition, Montréal, Éditions Boréal, 2000
- Guildo Rousseau, Jean-Charles Harvey et son œuvre romanesque, Montréal, Centre éducatif et culturel, 1969
- Victor Teboul, "Le Jour". Émergence du libéralisme moderne au Québec. Montréal, Éditions HMH Hurtubise, Cahiers du Québec, 1984 (série: Communications)
- Victor Teboul, Jean-Charles Harvey et son combat pour les libertés, Montréal, Tolerance.ca Éditeur, 2013

### Études sur le romanLes demi-civilisés
- Guildo Rousseau, Les demi-civilisés. Dans Maurice Lemire et al. (dir.), Dictionnaire des œuvres littéraires du Québec, tome 2. Fides, Montréal 1980, 343-349
- (de) Rolf Lohse: Postkoloniale Traditionsbildung. Der frankokanadische Roman zwischen Autonomie und Bezugnahme auf die Literatur Frankreichs und der USA. Peter Lang, Berne 2005

## Hommages

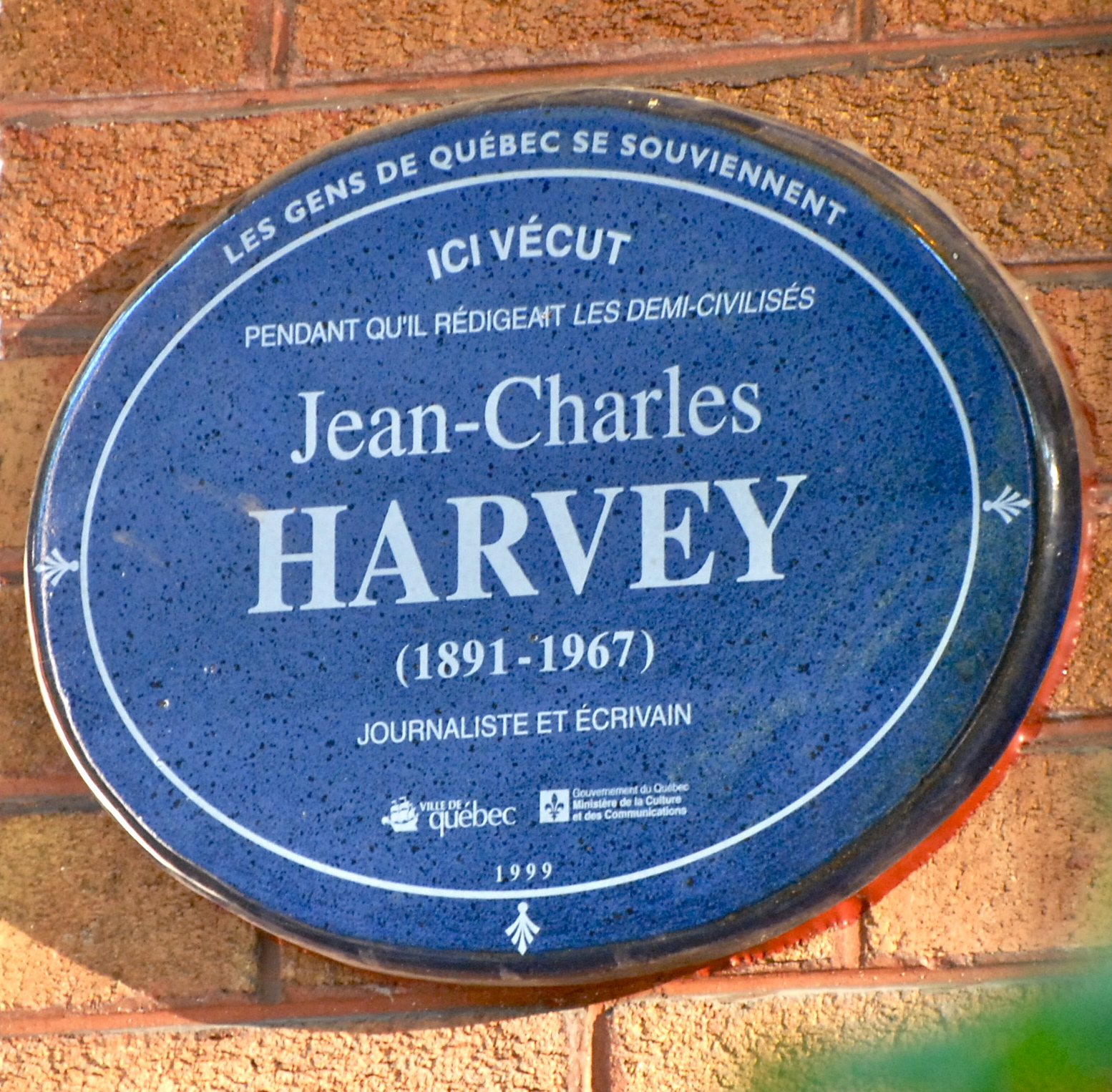
Plaque en sa mémoire
au 630, rue Fraser, à Québec

- Une rue a été nommée en son honneur, dans la ville de Québec, en 2003.
- Une plaque "Ici vécut de la ville de Québec est présente au 630 rue Fraser, en son honneur, pour indiquer son ancien lieu de résidence.